# Jeremy Nathans
Jeremy Nathans (* 31. Juli 1958 in New York City) ist ein US-amerikanischer Molekularbiologie und Neurowissenschaftler an der Johns Hopkins University School of Medicine. Er ist vor allem für seine Arbeiten zur Genetik des Farbensehens und der Farbenblindheit bekannt.

## Leben
Nathans erwarb 1979 am Massachusetts Institute of Technology (MIT) einen Bachelor in Lebenswissenschaften und in Chemie. 1985 erwarb er bei David S. Hogness an der Stanford University School of Medicine einen Ph.D. in Biochemie und 1987 ebendort einen M.D. als Abschluss des Medizinstudiums. Als Postdoktorand arbeitete er bei Axel Ullrich beim Biotechnologie-Unternehmen Genentech. Seit 1987 forscht Nathans für das Howard Hughes Medical Institute.
1988 erhielt Nathans eine erste Professur (Assistant Professor) für Molekularbiologie, Genetik und Neurowissenschaften an der Johns Hopkins University School of Medicine, 1992 wurde er dort Associate Professor, 1993 zusätzlich für Augenheilkunde. Seit 1996 hat er eine ordentliche Professur inne. Nathans gehört zu den Herausgebern der Proceedings of the National Academy of Sciences und zum Preiskomitee der Lasker Awards.
Jeremy Nathans ist verheiratet und hat zwei Kinder.

## Wirken
Gemeinsam mit David S. Hogness isolierte Nathans die erste DNA-Sequenz eines G-Protein-gekoppelten Rezeptors und eines eukaryotischen sensorischen Rezeptors, des Rhodopsin. Er identifizierte und sequenzierte die Gene für die drei Opsine, die an der Farbwahrnehmung beim Menschen beteiligt sind, und definierte die molekulargenetischen Grundlagen der häufigsten Formen der Farbenblindheit und Farbenfehlsichtigkeit. Später wandte er sich verschiedenen Formen erblicher Erkrankungen der Netzhaut (Retina) sowie der Evolution und der normalen Entwicklung der Retina sowie der Biochemie und Zellbiologie der Fotorezeptoren zu. Jüngere Arbeiten befassen sich mit der Biologie und Pathologie der Netzhautgefäße. Nathans und Mitarbeiter leisteten Pionierarbeit auf dem Gebiet der Familie der Frizzled-Rezeptoren, die eine wichtige Rolle bei zahlreichen Prozessen der Zellproliferation, Musterbildung und Hämostase (Blutstillung) spielen.
Laut Google Scholar hat Nathans (Stand Januar 2025) einen h-Index von 104.

## Auszeichnungen (Auswahl)
- 1986 Newcomb Cleveland Prize (gemeinsam mit David S. Hogness und anderen)[4]
- 1987 National Academy of Sciences Award for Initiatives in Research[5]
- 1987 Passano Young Scientist Award[6]
- 1989 Golden Brain Award[7]
- 1996 Mitglied der National Academy of Sciences[8]
- 2000 Mitglied der American Academy of Arts and Sciences[9]
- 2008 Prémio de Visão António Champalimaud[10]
- 2008 Fellow der American Association for the Advancement of Science
- 2011 Mitglied des Institute of Medicine
- 2020 Benjamin Franklin Medal des Franklin Institute